# Marita Payne
Marita Payne (Barbados, 7 de octubre de 1960) es una atleta canadiense de origen barbadense retirada, especializada en la prueba de 4 × 100 m en la que llegó a ser subcampeona olímpica en 1984. Es la madre del jugador profesional de baloncesto Andrew Wiggins.

## Carrera deportiva
En los JJ. OO. de Los Ángeles 1984 ganó la medalla de plata en los relevos 4 x 100 metros, con un tiempo de 42.77 segundos, llegando a la meta tras Estados Unidos (oro) y por delante de Reino Unido (bronce), siendo sus compañeras de equipo: Angela Bailey, Angella Taylor-Issajenko y France Gareau.

## Vida privada
Payne es esposa del exbaloncestista Mitchell Wiggins, y madre de los baloncestistas Andrew Wiggins y Nick Wiggins.